# Schwenkfeldina tridentata
Schwenkfeldina tridentata là một ruồi trong họ Sciaridae, thuộc chi Schwenkfeldina. Loài này được Rubsaamen miêu tả khoa học đầu tiên năm 1898.